# Diga di Cabora Bassa
La diga di Cabora Bassa è una diga ad arco lungo il corso del fiume Zambesi in Mozambico. Lo sbarramento dà origine all'omonimo lago, che per superficie è il quarto lago artificiale dell'Africa (solo il lago Volta nel Ghana, il lago Kariba nello Zimbabwe ed il lago Nasser in Egitto sono più grandi) e che alimenta, per mezzo di 5 turbine da 415 MW, il più grande impianto idroelettrico dell'Africa meridionale.
La diga di Cabora Bassa è una delle tre principali del bacino dello Zambesi: le altre sono la diga di Kariba e quella di Itezhi-Tezhi lungo il Kafue.

## Storia

### Periodo portoghese
Il progetto Sistema Cabora Bassa ebbe inizio nel 1969 nella provincia portoghese oltremare del Mozambico. Il progetto prevedeva il coinvolgimento del Sudafrica: in particolare, il Portogallo si impegnava a costruire e gestire la centrale idroelettrica lungo il corso dello Zambesi ed a costruire la rete ad alta tensione che avrebbe portato l'energia prodotta fino al confine col Sudafrica. Dall'altra parte il Sudafrica avrebbe contribuito alla costruzione dell'elettrodotto ed avrebbe realizzato e gestito l'impianto di trasformazione che sarebbe sorto presso Midrand. Il Sudafrica sarebbe poi stato obbligato a comperare l'energia prodotta a Cabora Bassa, energia che il Portogallo era per contro tenuto a produrre.
I guerriglieri FRELIMO più volte attaccarono il cantiere della diga al fine di sabotare il progetto, ma sempre senza successo. Il Portogallo con questo ed altri progetti che portarono sviluppo nella colonia vide incrementato il sostegno popolare. La fase di riempimento del lago cominciò nel 1974.
Fino al 2007 la diga era gestita dalla Hidroeléctrica de Cahora Bassa insieme al governo del Mozambico che complessivamente detenevano il 18% delle azioni mentre il Portogallo possedeva il rimanente 82%. Il 27 novembre 2007 il Mozambico prese il controllo della diga da parte del Portogallo. Il governo del Mozambico pagò 750 milioni di euro e giunse così a possedere l'85% delle azioni (il Portogallo si riservò invece di vendere un altro 10% ad un potenziale partner che sarebbe stato designato dal Paese africano). L'accordo venne firmato dal Primo Ministro del Portogallo José Sócrates durante una sua visita ufficiale alla città di Maputo.
Questo mise fine alla controversia tra il Portogallo ed il Mozambico riguardo ai debiti di 1.7 miliardi di euro della Hidroeléctrica Cahora Bassa.

### Mozambico indipendente
Il Mozambico divenne indipendente dal Portogallo nel 1975. Dal primo giorno di funzione la diga di Cabora Bassa ha regolato il flusso delle piene del fiume Zambesi. Ma la piena del 1978 ha causato 45 morti, lo spostamento di 100.000 persone dalle loro case e 62 milioni di dollari americani di danni. Gli ingegneri riferirono che questa era la prima grande piena dello Zambesi dalla messa in funzione della centrale idroelettrica e dopo questa piena la gente del luogo non credeva più che la diga potesse controllare il flusso delle piene del fiume Zambesi.
Durante la guerra civile del Mozambico (1977-1992) le linee di trasmissione ad alto voltaggio furono sabotate e 1.895 torri o pali, di tralicci ad alta tensione, dovettero essere rimpiazzati mentre 2.311 dovettero essere riparati su un totale di 893 km.
Negli anni '90 la Hidroelectrica De Cahora Bassa (HCB) mise a capo dei lavori di riabilitazione della centrale idroelettrica la Sudafricana Trans-Africa Projects (TAP). La TAP ha anche aiutato la HCB ad affidare il contratto di costruzione alle italiane Consorzio Italia 2000 ed ad Enel, fissando la data di fine dei lavori entro i due anni. Le linee dell'alto voltaggio nel Sudafrica avevono solo bisogno di normale manutenzione e questo lavoro fu affidato alla Sudafricana Eskom. I lavori iniziarono nell'agosto del 1995. La linea ad alta tensione, nel Mozambico partiva da Songo ed arrivava, attraverso una densa vegetazione delle foreste tropicali presenti in quel luogo fino al confine Sudafricano nei pressi di Pafuri. Si dovettero sminare dei campi minati della Guerra Civile del Mozambico (1977-1992) prima di poter dare il via ai lavori. La prima linea elettrica fu completata nell'Agosto del 1997 mentre la seconda nel novembre 1997. Durante i lavori di riparazione la TAP impiegò vari metodi innovativi di design e di costruzione per velocizzare i lavori e contenere i costi. A scapito delle condizioni estreme in cui le linee sono state ricostruite e riparate i lavori sono stati completati con un budget limitato ed entro i tempi previsti per il completamento dei lavori. Le linee ad alta tensione hanno subito vari test e sono state perfino energizzate al massimo da quando sono state completate. Nel momento culmine dei lavori di ripristino i lavoratori erano circa 1.100.
Per via di alcune piene del fiume Limpopo, circa 10 torri o pali dell'alta tensione dovettero essere rimpiazzati prima di poter rincominciare a erogare corrente elettrica al paese del Sudafrica. Di questo dovette occuparsene per l'ennesima volta la TAP usando metodi di costruzione alternativi per ripristinare temporaneamente una linea mentre l'altra era in fase di completa ricostruzione usando soluzioni più permanenti e di lunga durata, la linea ricostruita è usata per trasportare tutta la corrente della centrale idroelettrica a piena capacità, in caso si dovette rompere di nuovo l'altra. La TAP incontrò seri problemi nel trovare soluzioni temporanee vicino alle 2 torri di sospensione che facevano attraversare i tralicci, i 711 metri della larghezza del letto del fiume Limpopo.
Nel 27 aprile 2009 due cittadini stranieri furono arrestati per aver inquinato le acque del lago con un materiale altamente corrosivo per cercare di sabotare la centrale idroelettrica.
Gli arrestati si proclamarono facenti parte ad un'associazione chiamata "Orgonise Africa" la quale proclamava che mettere pezzi di orgonite nel lago potesse migliorare la rendita della centrale idroelettrica.

## Attività economiche
Molta dell'elettricità prodotta nella centrale idroelettrica di Cabora Bassa è venduta al Sudafrica. Nel 2006 la centrale ha trasmesso circa 1.920 MW di energia idroelettrica. Ma l'infrastruttura e capace di livelli di produzione più alti è l'intenzione della compagnia, che gestisce la centrale, era quella di raddoppiare la produzione entro il 2008. Nel 1994 la capacità di energia della rete elettrica del Mozambico era di 2.400 MW della quale il 91% proveniva da centrali idroelettriche. Nel 2003 la cattura dei pesci kapenta, arrivati attraverso il Lago Kariba, i quali a loro volta sono stati introdotti nel Lago Kariba dal Lago Tanganika, raggiunse le 10 tonnellate.
Si crede che esista un allevamento od una colonia, del pescecane dello Zambesi (o squalo toro) intrappolata dentro le acque del lago creato dalla centrale idroelettrica di Cabora Bassa. Visto che lo squalo toro è capace di nuotare circa 100 km a monte del fiume questo fenomeno non è in conflitto con gli attuali fatti scientifici e biologici. In particolare le specie di squalo toro che risiedono nell'oceano sono perfettamente in grado di vivere in acque dolci per il resto dello loro esistenza. Le tribù locali infatti hanno riferito di avvistamenti ed attacchi di questo squalo anche se al momento non se ne hanno delle prove concrete.